# برادران تاتا
برادران تاتا (انگلیسی: Tata Sons) شرکت هلدینگ هندی است، که در سال ۱۸۶۸ توسط گروه تاتا تأسیس شد.